# Охаба Романа (Тимиш)
Охаба Романа (рум. Ohaba Română) насеље је у Румунији у округу Тимиш у општини Охаба Лунга. Oпштина се налази на надморској висини од 167 m.

## Прошлост
По "Румунској енциклопедији" место "Охаба" први пут се помиње 1427. године. По протеривању Турака 1717. године забележен је као "Хоаба", у којем има 11 кућа. По попису Темишварске епархије из 1764. године у Липовском протопрезвирату била је "Охаба".
Аустријски царски ревизор Ерлер је 1774. године констатовао да место припада Липовском округу и дистрикту. Становништво је било претежно влашко. Када је 1797. године пописан православни клир ту је један свештеник. Парох поп Драгој Поповић (рукоп. 1789) служио се само румунским језиком.
Од 1850. године уместо ерара, власник села је племићка породица Мочоњи - Поповић.
По мађарском извору - интернет бази "Арканум", први пут се помиње као Охаба Сербаска (Српска) 1808. године. Затим је то влашко место било "српско" (по називу) деценијама, све до завршетка Првог светског рата. Није познато зашто је почетком 19. века посрбљен назив селу, где тада готово и нема Срба, ако се изузму они - давно "порумуњени". Угарска администрација је сматрала да је то насеље изнова основано у 17. веку од стране Срба. Коначно је 1925. године име села било промењено у садашње - Охаба-Романа (Румунска).
Године 1833. администратор парохије "Охаба Сербјаска" био је поп Петар Томић.
Године 1846. у државном попису православног клира, место се звало Охаба-Сербијаска а у њему је било 955 становника. Православно парохијско звање је основано и црквене матрикуле се воде од 1779. године. Ту је православна црква посвећена Св. Георгију, при којем служи парох поп Василије Попеску. У народној основној школи у месту било је 1846/1847. године 43 ђака које је учио Вићентије Милош.
Почетком 20. века - 1905. године у месту "Охаба Сербаска", у Моришком срезу је само један православни Србин становник.

## Становништво
Према подацима из 2002. године у насељу је живело 287 становника, од којих су сви румунске националности.